# Percalpe purpurascens
Percalpe purpurascens är en fjärilsart som beskrevs av Walker 1865. Percalpe purpurascens ingår i släktet Percalpe och familjen nattflyn. Inga underarter finns listade i Catalogue of Life.